# Sneekweek
De Sneekweek is een jaarlijks terugkerend evenement dat wordt georganiseerd door de Koninklijke Watersportvereniging Sneek. Tijdens deze week zijn er elke dag zeilwedstrijden in verschillende categorieën op het Sneekermeer en de Goëngarijpsterpoelen. Tevens worden er verschillende feestelijke activiteiten georganiseerd zoals een vlootschouw, muziekfestival, kindermiddag, straattheater en een slotconcert. Gedurende de hele week staat op het Martiniplein in de binnenstad een kermis en zijn er elke dag evenementen op het Kolmeersland.

## Historie
Na de Franse tijd werd in 1814 een zeiltocht naar Joure gehouden, toen bekend werd dat de Sneeker Jacob Sjoukes Visser was gedeserteerd uit de Franse krijgdienst, en veilig was aangekomen in Joure. Dit viel in de smaak en sindsdien werden elk jaar zeilwedstrijden gehouden. Dit groeide uit tot de Sneker Hardzeildag.
In 1934 kwam secretaris Oly van de Sneeker Zeilvereniging met het plan om met de twee Sneker zeilverenigingen gezamenlijk een zeilweek, de zogenaamde Sneekweek, te houden. De woensdag van de Sneekweek was de Hardzeildag. Aan deze Sneekweek 1934 namen 177 schepen deel.
In de oorlogsjaren 1943 en 1944 werd geen Sneekweek georganiseerd. Vanaf 1970 vindt er jaarlijks in de dagen na Hemelvaart een Kleine Sneekweek plaats.
Tegenwoordig is de Sneekweek het grootste evenement op de binnenwateren van Europa.
De Sneekweek is door de jaren heen steeds populairder geworden, mede hierdoor is de beveiliging rondom de Sneekweek aangescherpt, waarbij de organisatie van de Nijmeegse Vierdaagse Sneek hierin heeft geadviseerd. Ook zijn er extra veiligheidsmaatregelen afgekondigd, waaronder crowd management.
In 2010 vond de 75ste editie plaats. Koningin Beatrix was hierbij ook aanwezig met De Groene Draeck.
In 2020 en 2021 was er geen Sneekweek vanwege de coronapandemie die in 2020 uitbrak. Hierdoor werden grote evenementen in 2020 tot 1 september verboden en waren ook in 2021 vanwege de nog geldende afstandsmaatregelen grote evenementen niet mogelijk. Als alternatief werd in 2021 in de week waarin de Sneekweek zou plaatsvinden de Sneker Zeil Olympiade gehouden.

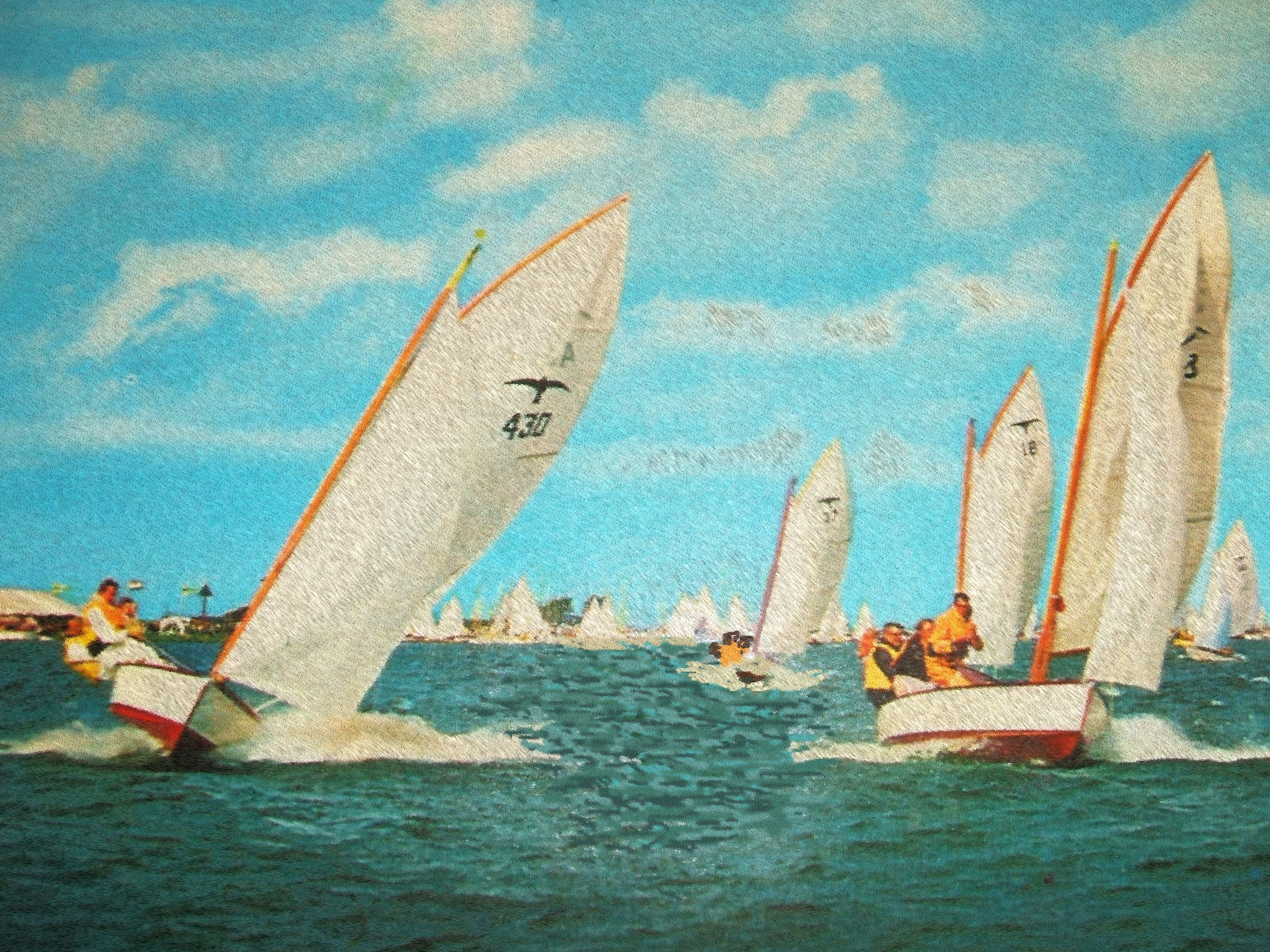
Valken tijdens de Sneekweek in de jaren 70
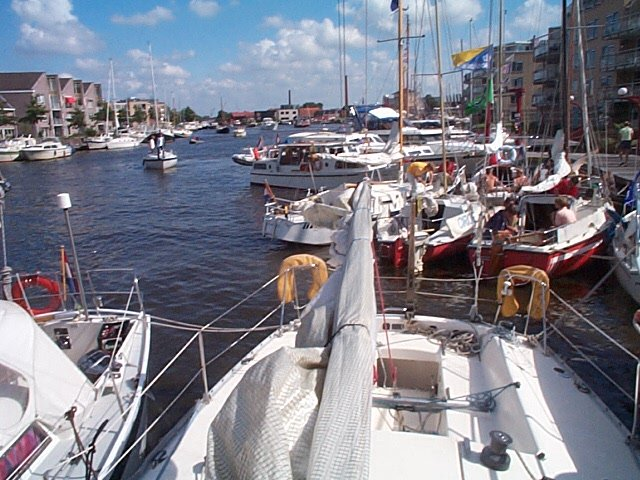
Binnenstad van Sneek tijdens de Sneekweek (2006)
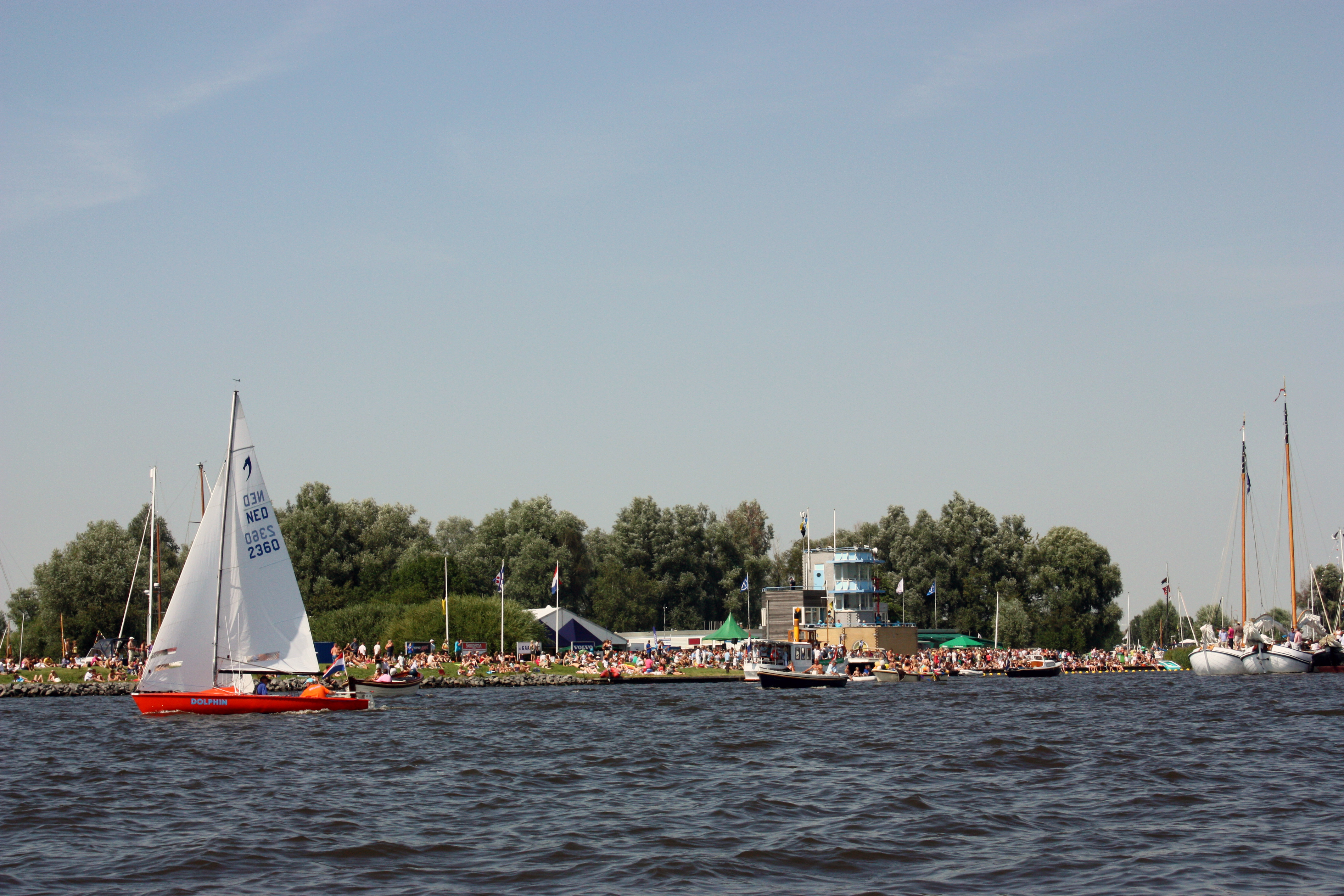
Blik op het Kolmeersland (2009)

## Bezoekers- en deelnameaantallen
| Jaar | Bezoekersaantal | Deelnameaantal (schepen) |
| ---- | --------------- | ------------------------ |
| 1934 | ?               | 177                      |
| 2003 | 100.000         | 1.100                    |
| 2004 | 100.000         | 1.000                    |
| 2005 | 105.000         | 1.000                    |
| 2006 | 110.000         | 703                      |
| 2007 | 140.000         | 820                      |
| 2008 | 110.000         | 830                      |
| 2009 | 130.000         | 750                      |
| 2010 | 130.000         | 1.000                    |
| 2011 | ?               | 906                      |

## Programma Sneekweek
De zeilwedstrijden tijdens de Sneekweek beginnen op de vrijdag voor de eerste zaterdag van augustus en duren tot en met de donderdag erna. Tijdens de Sneekweek is er in het gehele centrum een groot muziekfestival, met podia op o.a. de Marktstraat, de Wijde Noorderhorne, de Prins Hendrikkade, het Schaapmarktplein, de Kleine Kerkstraat en natuurlijk op het Starteiland.

### Vrijdag
Op vrijdagavond voorafgaand aan de eerste zaterdag in augustus, vindt de officiële opening plaats. Hierbij zijn genodigden van binnen en buiten de stad. Daarna is de opening voor het publiek, sinds 1974 in de vorm van een showprogramma in de Kolk, voor de Waterpoort, en in de grachten. Deze avond kent allerlei tradities. Eerst wordt de Panschipper bekendgemaakt, daarna volgt de benoeming van de Boot van het Jaar en vervolgens is er een vlootschouw. Tien saluutschoten en het Fries volkslied in samenzang vormen het startsein voor de Sneekweek. Na de lasershow gaat direct de kermis van start.

#### Vlootschouw
De vlootschouw vormt sinds 1974 de opening van de Sneekweek voor publiek. Tijdens de vlootschouw presenteren alle deelnemende zeilklassen zich aan het publiek en hoogwaardigheidsbekleders. De commissaris van de Koning(in) of de burgemeester van Sneek neemt de vlootschouw af. De vlootschouw wordt gehouden in de Kolk, voor de bekende Waterpoort en trekt door de grachten van de binnenstad.

### Zaterdag en zondag
Op zaterdagmorgen beginnen de zeilwedstrijden om 10.00 uur op het Sneekermeer. Het Kolmeersland is het centrale eiland in het meer van waaruit de wedstrijden worden gecoördineerd, hier is ook de gehele week een grote feesttent te vinden. In het centrum vinden veel muziekevenementen plaats. Op zondag in de Sneekweek is het in de binnenstad koopzondag.

### Maandag
De hele dag zeiltoernooi op het Sneekermeer. In het centrum en op Kolmeersland muziekoptredens.

### Dinsdag: Sneker Stappersavond
Ook op dinsdag vinden er zeilwedstrijden plaats op het Sneekermeer. In de binnenstad is het in de avonduren Sneker Stappersavond, traditioneel een avond waarop de Sneker bevolking de pleinen en straten op gaat. Hardzeildag was namelijk van oudsher een vrije dag voor vele Snekers, die daarmee de gelegenheid hadden om dinsdagavond te genieten van de sfeer in de stad. Op het Sneekermeer is dag drie van de zeilwedstrijden gepland.

### Donderdag
De zeilwedstrijden duren tot en met donderdag. Op het Kolmeersland is in de avonduren een feest voor deelnemers aan de zeilwedstrijden, hier vindt ook de prijsuitreiking plaats.

## Boot van het Jaar
Voor de start van de vlootschouw vindt de benoeming van de Boot van het Jaar plaats. De Boot van het Jaar wordt jaarlijks gekozen en staat bekend vanwege zijn grote betekenis binnen de beroeps- of pleziervaart, de watersport of de stad Sneek. De organisatie van de verkiezing is in handen van Sneek Promotion. De naam van de boot is vaak al voor de vlootschouw bekend, maar de officiële wimpel en oorkonde worden pas tijdens de opening van de Sneekweek gehesen.
| Jaartal | Boot van het Jaar             |
| ------- | ----------------------------- |
| 1974    | Reddingsboot Jansje Baart     |
| 1975    | Zeilboot Elisabeth            |
| 1976    | Zeilschip Great Escape        |
| 1977    | Boeier Constanter             |
| 1978    | Hospitaalschip Henri Dunant   |
| 1979    | Catamaran Zonnetij            |
| 1980    | Patrouilleschip Hr. Ms. Freyr |
| 1981    | Stoomsleper Noordzee          |
| 1982    | Botter Trui                   |
| 1983    | Skûtsje It Doarp Huzum        |
| 1984    | Politieschepen PW 2 en RP 47  |
| 1985    | Bakdekkruiser Theodora        |
| 1986    | Actieschip Greenpeace Beluga  |
| 1987    | Scoutingschip Lelievlet 1200  |
| 1988    | Lemster aak De Onrust         |
| 1989    | Reddingsboot Prins Hendrik    |

| Jaartal | Boot van het Jaar                                               |
| ------- | --------------------------------------------------------------- |
| 1990    | Rondvaardschip Toerist III                                      |
| 1991    | Milieuboot gemeente Wymbritseradiel                             |
| 1992    | Regenboog Dolfijn                                               |
| 1993    | Klipper Dy Abt fan Starum                                       |
| 1994    | Statenjacht Friso                                               |
| 1995    | Beurtschip Johanna Jacoba                                       |
| 1996    | Containerschip Nocotrans                                        |
| 1997    | Jappe Berkelzomp                                                |
| 1998    | Prinsenjacht Piet Hein                                          |
| 1999    | Vlaggenschip Olympische zeilkernploeg Star                      |
| 2000    | Schip van Sinterklaas Bestevaer                                 |
| 2001    | Startschip KWS Roekoepolle                                      |
| 2002    | Zeilboot Flits 797                                              |
| 2003    | Startschip SKS Zevenwolden                                      |
| 2004    | Zeiljacht Sea Wolf, wyldsjitterke Tjirk en sleepboot Waterpoort |
| 2005    | Friese boerenpraam Nije Kimen                                   |

| Jaartal | Boot van het Jaar              |
| ------- | ------------------------------ |
| 2006    | Talentenboot ABN Amro-2        |
| 2007    | Zand- en kleischip Eben Haëzer |
| 2009    | Skûtsje De Gudsekop            |
| 2009    | Palingaak Korneliske Ykes II   |
| 2010    | Beurtschip Tjerk Hiddes        |
| 2011    | Rondvaartboot Simmerwille      |
| 2012    | 30m2 (dertig kwadraat klasse)  |
| 2013    | Skûtsje "De Sneker Pan"        |
| 2014    | Boeier "Catharina"             |
| 2015    | Loodstender "Leander V"        |
| 2016    | MS "Prinses Maxima"            |
| 2017    | Poieszboot                     |
| 2018    | "MS Albatros"                  |
| 2019    | beurtschip 'Dorp Grouw'        |

## Orde van de Sneker Pan
In 1954 stelde de gemeente Sneek de Orde van de Sneker Pan in, vernoemd naar het skûtsje de Sneker Pan. Leden van de orde hebben zich verdienstelijk gemaakt voor de zeilsport in het algemeen en de Sneekweek in het bijzonder. Schippers in Orde van de Sneker Pan worden benoemd op voordracht van de Koninklijke Watersportvereniging Sneek. Sinds 1966 hoort bij de onderscheiding een koperen koekenpan, waarin het Wapen van Sneek is verwerkt. Jaarlijks treedt slechts één persoon toe tot de orde; deze persoon mag bovendien een jaar lang de titel Panschipper dragen en dient tijdens de Sneekweek een koekenpan te voeren aan de mast. De Panschipper wordt jaarlijks aan het publiek bekendgemaakt tijdens de opening van de Sneekweek in de Kolk en gaat hierna voorop in de vlootschouw.
| Jaar | Panschipper               | Woonplaats    |
| ---- | ------------------------- | ------------- |
| 1954 | Klaas Vrolijk             | Sneek         |
| 1955 | Siep van der Steeg        | Leeuwarden    |
| 1956 | Dr. W.B. van der Meer     | Grouw         |
| 1957 | J.C. van der Velde        | 's-Gravenhage |
| 1958 | Jaap Helder               | Paterswolde   |
| 1959 | Dr. J.W. van der Zijpp    | Sneek         |
| 1960 | J.H.F. Resink             | Almelo        |
| 1961 | A. van Gool               | Sneek         |
| 1962 | Pier Olij                 | Sneek         |
| 1963 | R.A. van der Sluis        | Sneek         |
| 1964 | L. van der Steur          | Heemstede     |
| 1965 | C.J.W. van Waning         | Reeuwijk      |
| 1966 | Johannes Alberda          | Terhorne      |
| 1967 | Heppie C. Stam            | Oppenhuizen   |
| 1968 | Mr. D.H. Okma             | Leeuwarden    |
| 1969 | Ludolf Rasterhoff         | Sneek         |
| 1970 | Mr. Harry Linthorst Homan | Wapenveld     |
| 1971 | Anne Postma               | Sneek         |
| 1972 | Eesge K. Hoekstra         | Sneek         |
| 1973 | Tom Kasemier              | Medemblik     |
| 1974 | Mr. E.R. Zweep            | Sneek         |
| 1975 | Drs. Hotze de Boer        | Leeuwarden    |
| 1976 | Berend F. Keulen          | Sneek         |
| 1977 | Nico Joustra              | Sneek         |
| 1978 | Fré Z. Ruiter             | Sneek         |
| 1979 | W.J.M. van Oerle          | Sneek         |

| Jaar | Panschipper                    | Woonplaats |
| ---- | ------------------------------ | ---------- |
| 1980 | W. Otter                       | Harkema    |
| 1981 | Dicky van der Werf             | Sneek      |
| 1982 | Mr. H. Rijpstra                | Delden     |
| 1983 | A.H. Tromp                     | Lenk       |
| 1984 | Sylvester Jorna                | Sneek      |
| 1985 | Joop Doevendans                | Sneek      |
| 1986 | Max C. Breuning                | Grouw      |
| 1987 | Bouw van Wijk                  | Woubrugge  |
| 1988 | Uiltje de Bruin                | Sneek      |
| 1989 | Germen Geertsma                | Sneek      |
| 1990 | Dr. Evert Lagerwei             | Bunnik     |
| 1991 | Martin van den Ouden           | Heerenveen |
| 1992 | Reina Alberda-Zondervan        | Sneek      |
| 1993 | Mr. Bernardus van Haersma Buma | Leeuwarden |
| 1994 | Hans Wiegel                    | Diever     |
| 1995 | Douwe A. Veenstra              | Sneek      |
| 1996 | Tabe J. Radsma                 | Sneek      |
| 1997 | Jaap Brinksma                  | Noordhorn  |
| 1998 | Jetze van der Goot             | Grouw      |
| 1999 | Reijer Koudenburg              | Sneek      |
| 2000 | Leo Pieter Stoel               | Sneek      |
| 2001 | Leendert van der Meer          | Sneek      |
| 2002 | Siebold Hartkamp               | Sneek      |
| 2003 | Gerlof van der Werf            | Sneek      |
| 2004 | Rienk Alberda                  | Sneek      |
| 2005 | Jan de Bruin                   | Sneek      |

| Jaar | Panschipper         | Woonplaats |
| ---- | ------------------- | ---------- |
| 2006 | Jan Kooistra        | Grouw      |
| 2007 | Lute Zwerver        | Sneek      |
| 2008 | Hugo Snoekc         | Grouw      |
| 2009 | Jan Geertsma        | Sneek      |
| 2010 | Ko Otte             | Sneek      |
| 2011 | Evert van der Sluis | Sneek      |
| 2012 | Johan de Visser     | Sneek      |
| 2013 | Douwe Visser        | Sneek      |
| 2014 | Jaap Dijkstra       | Sneek      |
| 2015 | Dirk van der Zee    | Sneek      |
| 2016 | Beer van Arem       | Sneek      |
| 2017 | Pieter Boelsma      | Sneek      |
| 2018 | Piet Hibma          | Sneek      |
| 2019 | Pieter-Jan Postma   | Terkaple   |
| 2022 | Trynke Schuurmans   | Sneek      |
| 2023 | Harry Amsterdam     | Sneek      |

## Sneekweekhit
Diverse artiesten hebben speciale nummers geschreven voor de Sneekweek. In de volksmond worden deze nummers Sneekweekhits genoemd, vaak gaan de nummers zelfs gepaard met speciale videoclips. In 2010 werd ter gelegenheid van de 75e Sneekweek een speciaal verzamelalbum uitgebracht. Eerder werd in 1996 al een verzamelalbum met Sneekweekhits uitgebracht onder de titel Sneek Waterpoortstad.
| Jaar | Artiest                          | Titel                        |
| ---- | -------------------------------- | ---------------------------- |
|      | Frekie en Foeke vh Apollo Trio   | Twee ogen zo blauw           |
|      | Blauhúster Dakkapel en DJ Dieter | Wat in boer net...           |
| 1988 | Ivanhoeclub                      | Het Ivanhoelied              |
| 1989 | Ivanhoeclub                      | Onvervaart gaan wij te paard |
| 1990 | Ivanhoeclub                      | Op het Sneekermeer           |
| 1996 | verzamelalbum                    | Sneek Waterpoortstad         |
| 1996 | Rob & Jeroen                     | Sneekwake                    |
| 1997 | Thierry Kamminga                 | Helaas (laatste ronde)       |
| 1998 | Duo Nooitgedacht                 | Dom Pie Dom                  |
| 2000 | Prins Wibo                       | Carnaval in het Noorden      |
| 2002 | Ocean XL                         | In de Sneekweek              |
| 2003 | Thierry Kamminga                 | Neem mij zoals ik ben        |
| 2003 | Ocean XL                         | Sneekweeklied 2003           |
| 2004 | Thierry en Michel                | Het Kroegenlied              |
| 2004 | Ocean XL                         | Sneekweeklied 2004           |
| 2005 | Ton Wentink                      | Sneek en Meer                |
| 2005 | Thierry Kamminga                 | Ik sil sile                  |
| 2005 | Ocean XL                         | Mijn feestje duurt een week  |
| 2006 | Koelboxen                        | Op un onbewoand Starteiland  |
| 2006 | Jan-Joost                        | De feestbalade               |
| 2007 | Zware Jongens en Johan Vlemmix   | Allemaal Snekers             |

| Jaar | Artiest                              | Titel                             |
| ---- | ------------------------------------ | --------------------------------- |
| 2008 | Zware Jongens                        | In de Sneekweek                   |
| 2009 | Zware Jongens                        | Meiske, ik bin un Sneker          |
| 2009 | Douwe Ka en Weemoed                  | Ut is weer Sneekweek              |
| 2009 | Blauhúster Dakkapel en DJ Dieter     | Myn sanseferia                    |
| 2010 | verzamelalbum                        | 75 jaar Sneekweek                 |
| 2010 | Afro Gordon                          | Feest op de Sneekweek             |
| 2011 | Douwe Ka en de Sombrero's            | Hossa Hossa                       |
| 2011 | Johnny Gold                          | Samen zijn                        |
| 2012 | Lus ( Lui Út Sneek )                 | Al Mut ik Krúpe                   |
| 2013 | Lus ( Lui Út Sneek )                 | 400 jaar Waterpoart               |
| 2013 | KESH & De Útlopers                   | Los in de sneekweek!              |
| 2015 | Joey Hereman                         | We gaan nog FF door               |
| 2016 | Zware Jongens & Lus ( Lui Út Sneek ) | Fandaach is weer su'n dach        |
| 2018 | De ParaSneekamolletjes               | Pine Hasses                       |
| 2019 | Zware Jongens                        | Jannewietske wat is het stil...   |
| 2020 | Fokko Dam & Lus                      | Oh oh oh wat heb ik een plezier   |
| 2020 | De Útlopers                          | Sneek is Leeg!                    |
| 2022 | Zware Jongens                        | I don't want to talk about it     |
| 2023 | Douwe Ka                             | Fokje in har tijgerròkje          |
| 2024 | Zware Jongens                        | Het bier niet te lang laten staan |

## Vervoer en overnachten
Tijdens de Sneekweek stellen diverse regionale vervoersmaatschappijen speciale veer- en busdiensten in werking. Zo is er een Sneekermeerbus die feestgangers en zeilers van het centrum van Sneek naar het Kolmeersland brengt. Vanaf de 1e Oosterkade vaart een veerdienst naar het Kolmeersland, die de naam Poieszboot draagt. Ook vanaf de Paviljoenwei vaart een elektrisch aangedreven pont richting het Kolmeersland.
In de Sneekweek rijden er in en rondom het centrum van Sneek speciale elektrisch aangedreven shuttles.
Elk jaar opent de gemeente nabij recreatieterrein De Potten een grote camping. Deze biedt jaarlijks plaats aan honderden kampeerders en is sinds 2004 in gebruik.